# Доскальчук Олександр Борисович
Олександр Борисович Доскальчук (нар. 13 березня 1990) — український боєць змішаний єдиноборств, виступає у ваговій категорії flyfeight. Чемпіон організції М-1 Global.

## Життєпис
Народився і виріс в місті Чернівці.
Одружений.

## Професійна кар'єра
У своєму дебюті здобув перемогу вже в першому-ж раунді больовим прийомом «гільйотина» над топовим українським бійцем Віталєм Бранчуком. Ця перемога стала проявом чемпіонських амбіцій ще на початку кар'єри чернівецького бійця.
Провівши не надто багато поєдинків (один з яких програв представнику Франції Кевіну Пеші рішенням) підписав контракт з організацією М-1 Global. В дебюті переміг шведського бійця корейського походження Хван Сун Лі рішенням суддів.
Вже в другому поєдинку провів бій за титул чемпіона організації проти росіяни Володимира Малигіна. Перемога Доскальчука була здобута у цікавий спосіб: росіянин не спромігся вибратися з «гільйотини» і заснув. Так українець став чемпіоном організації, прооте травмувався і не виходив на ринг сім місяців. Тимчасовим чемпіоном став казахстанець Арман Ашимов який захистив свій титул у третьому нокаутами підряд.
Поєдинок Доскальчука і Ашимова мав відбутися у Китаї, проте через відсутність візи в останнього бій було перенесено до Росії. У двобою Доскальчук замітно домінував і практично весь час займався побиттям Ашимова. Після больового прийому на лікоть казахстанець зміг звільнитися але відмовився продовжувати поєдинок через травму після другого раунду. Це стало другою поспіль видовищною перемогою Доскальчука який захистив звання чемпіона.

## Таблиця боїв
| Професійна кар'єра бійця |            |           |
| Боїв 18                  | Перемог 18 | Поразок 0 |
| Нокаут                   | 8          | 0         |
| Здача                    | 8          | 0         |
| Рішення суддів           | 2          | 0         |

| Результат | Рекорд | Суперник           | Спосіб                                                     | Турнір                                            | Дата            | Раунд | Час  | Місце                          | Примітки |
| --------- | ------ | ------------------ | ---------------------------------------------------------- | ------------------------------------------------- | --------------- | ----- | ---- | ------------------------------ | -------- |
| Перемога  | 9-1    | Арман Ашимов       | Технічний нокаут (відмова від продовження бою)             | M-1 Challenge 92 — Kharitonov vs. Vyazigin        | 24 травня 2014  | 2     | 3:00 | Санкт-Петербург, Росія         |          |
| Перемога  | 8-1    | Вадим Малигін      | Технічне підкорення (опонент заснув від больового прийому) | M-1 Challenge 83 — Tatfight 5: Ragozin vs. Halsey | 23 вересня 2017 | 2     | 3:34 | Казань, Росія                  |          |
| Перемога  | 7-1    | Біх Сун Лі         | Рішення                                                    | M-1 Challenge 78 — Divnich vs. Ismagulov          | 26 травня 2017  | 3     | 3:00 | Оренбург, Росія                |          |
| Перемога  | 6-1    | Кенан Джафарлі     | Підкорення                                                 | MMAPU — MMA Pro Ukraine 8                         | 23 грудня 2016  | 1     | 3:35 | Чернівці, Україна              |          |
| Перемога  | 5-1    | Андрій Корольов    | Технічний нокаут                                           | CWFC 58                                           | 29 травня 2016  | 1     | 2:20 | Кам'янець-Подільський, Україна |          |
| Перемога  | 4-1    | Владислав Козінець | Технічний нокаут                                           | MMA Pro Ukraine                                   | 2 лютого 2016   | 1     | 4:40 | Житомир, Україна               |          |
| Перемога  | 3-1    | Антон Чернеґа      | Технічний нокаут (Хай-кік)                                 | ECSF — Iron Fist 3                                | 14 березня 2015 | 1     | 3:39 | Одеса, Україна                 |          |
| Поразка   | 2-1    | Кевін Петші        | Рішення                                                    | ECSF: Adrenaline                                  | 12 квітня 2014  | 2     | 3:00 | Миколаїв, Україна              |          |
| Перемога  | 2-0    | Станіслав Демко    | TKO (Удари руками)                                         | Bukovel Cup — Bukovel Cup 2014                    | 15 грудня 2014  | 1     | 2:42 | Буковель, Україна              |          |
| Перемога  | 1-0    | Віталій Бранчук    | Підкорення (Гільйотина)                                    | ECSF — MMA South Ukraine Cup                      | 5 червня 2013   | 1     | 1:34 | Миколаїв, Україна              |          |